# آيت عبد الفاضل (آيت بورزوين الجنوبية)
آيت عبد الفاضل هو دُوَّار يقع بجماعة آيت بورزوين، إقليم الحاجب، جهة فاس مكناس في المملكة المغربية. ينتمي الدوّار لمشيخة آيت بورزوين الجنوبية التي تضم 6 دواوير. يقدر عدد سكانه بـ 369 نسمة حسب الإحصاء الرسمي للسكان والسكنى لسنة 2004.

## وصلات خارجية
- البوابة الوطنية للجماعات الترابية
- المندوبية السامية للتخطيط